# Anita Pointer

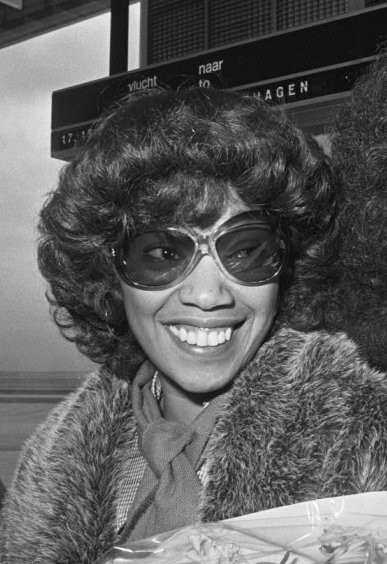
Anita Pointer

Anita Pointer (Oakland (Californië), 23 januari 1948 – Los Angeles, 31 december 2022) was een Amerikaans zangeres. Naast June Pointer, Bonnie Pointer en Ruth Pointer was ze een van de vier zangeressen van de soulgroep The Pointer Sisters.

## Carrière
Anita Pointer werd geboren als vierde van zes kinderen. Haar vader Elton Pointer was geestelijke. Hoewel ze zelf in Californië werd geboren, kwamen haar ouders uit Arkansas.
In haar tienerjaren speelde ze altsax in een schoolband aan de McRae High School. In 1969 stopte ze met haar baan als secretaresse en vormde samen met haar zussen The Pointer Sisters, waar ze tot 2015 deel van uitmaakte. De band had met name eind jaren 70 en begin jaren 80 veel grote hits. In 1987 bracht Anita Pointer haar eerste eigen solo-album uit, Love For What It Is, waarvan twee nummers in de top-100 van de R&B-lijst belandden.
In 1994 kregen The Pointer Sisters een ster toegekend in de Hollywood Walk of Fame. In 1998 kreeg Anita Pointer een eigen plek in de Arkansas Black Hall of Fame.
In oktober 2021 zou Anita Pointer samen met haar zus Ruth meedoen met The Masked Singer, maar vanwege Anita's slechte gezondheidstoestand trad alleen Ruth op in het programma.

## Privé
Pointer was meermaals gehuwd en had een dochter, die in juni 2003 op 37-jarige leeftijd overleed. Hierna voedde Anita Pointer haar kleindochter op.
Zelf overleed Anita Pointer op oudejaarsdag 2022 aan de gevolgen van kanker.
- Bibsys: 3026912
- Biblioteca Nacional de España: XX1073463
- Gemeinsame Normdatei: 134641221
- International Standard Name Identifier: 0000 0000 5927 6205
- Library of Congress Control Number: n96005099
- MusicBrainz: 9af1bcef-d6a6-4e26-a0af-8600c076f72b
- Nationale Bibliotheek van Tsjechië: xx0191853
- Nationale bibliotheek van Australië: 65101779
- Nationale en Universitaire bibliotheek Zagreb: 000192417
- Nederlandse Thesaurus van Auteursnamen: 070755094
- Virtual International Authority File: 79708711
- WorldCat: E39PBJd89q96mCxPMH7GxrFMyd